# Morfologiczna klasyfikacja galaktyk

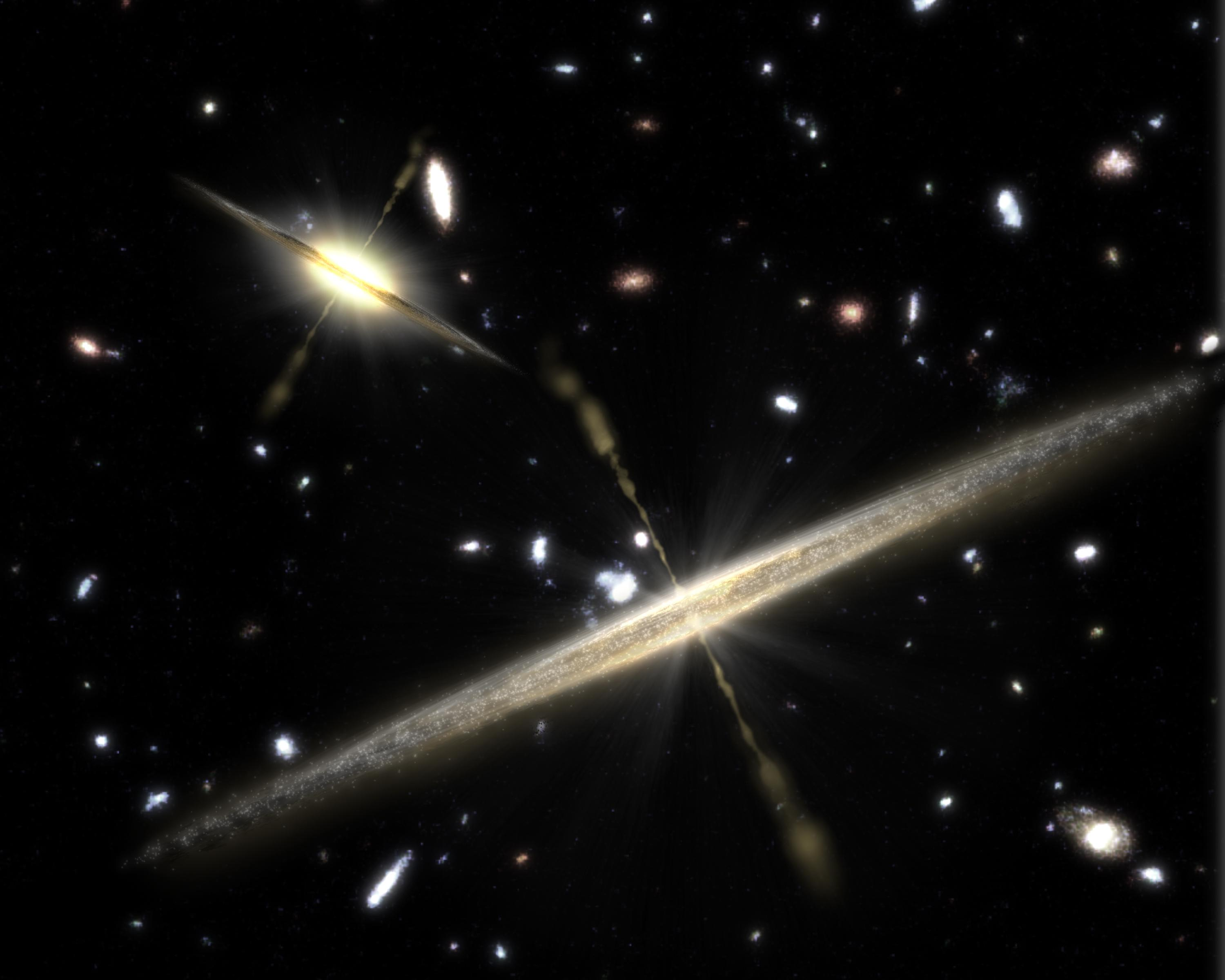
Wizja artystyczna ilustrująca galaktyki spiralne ze zgrubieniem centralnym (u góry z lewej) i bez zgrubienia

Morfologiczna klasyfikacja galaktyk – system używany przez astronomów do dzielenia galaktyk na grupy na podstawie ich wyglądu. Istnieje wiele systemów używanych do klasyfikacji galaktyk. Mogą być klasyfikowane w zależności od ich cech morfologicznych, najbardziej znana jest sekwencja Hubble’a, opracowana przez Edwina Hubble’a, a następnie rozwijana przez Gérarda de Vaucouleursa i Allan Sandage’a.